# Rolex Tower
De Rolex Tower, ook bekend als de Capricorn Tower II, is een wolkenkrabber in Dubai, Verenigde Arabische Emiraten. De bouw van de toren, die woningen en kantoorruimte bevat, begon in 2007 en werd in 2010 voltooid door Dubai Contracting Company LLC.

## Ontwerp
De Rolex Tower is 235 meter hoog en telt 63 verdiepingen. Het is gebouwd op een gebied van 2.731 vierkante meter en heeft een totale oppervlakte van 60.387 vierkante meter. Boven de begane grond met detailhandel, vindt men 30 verdiepingen met kantoren. Hierboven bevinden zich 23 verdiepingen met woningen. De top van het gebouw wordt in beslag genomen door penthouses. Bij het gebouw hoort een parkeergarage van 9 verdiepingen.